# 小田兼三
小田 兼三（おだ けんぞう、1940年11月13日 - ）は、日本の社会福祉学者。東京福祉大学教授。本名・憲三。

## 略歴
大阪市生まれ。関西学院大学卒、1964年同大学院社会学研究科社会福祉学専攻修士課程修了。聖和女子大学講師、助教授、聖和大学助教授、教授、大阪市立大学教授、川崎医療福祉大学教授、龍谷大学教授、東京福祉大学教授。1994年「現代イギリス社会福祉研究-日本からみた理論・政策・実践と課題」で関西学院大学より博士（社会学）の学位を取得。

## 著書
- 『現代イギリス社会福祉研究 日本からみた理論・政策・実践と課題』川島書店 1993
- 『コミュニティケアの社会福祉学 イギリスと日本の地域福祉』勁草書房 2002
- 『社会福祉学原論 視点・理論・ケア・実践の展開と課題』雄山閣 2008

### 共編著
- 『保育所の機能と近代化』竹内愛二, 小田憲三共著 黎明書房 1970
- 『社会福祉概説』松本真一共編著 福村出版 1978
- 『現代の保育学 5 養護原理』石井勲共編 ミネルヴァ書房 1982
- 『地域福祉講座 5 在宅福祉の展開』右田紀久恵共編 中央法規出版 1985
- 『教員採用試験保母試験の要点と基礎』編著 大阪教育図書 1986
- 『現代社会福祉 視点・分野・展望』高田真治共編著 川島書店 1986
- 『社会福祉概論 看護・保育・福祉実践のために』日高沙千江、中村永司共編著 ミネルヴァ書房 1986
- 『変革期の福祉とボランティア』松原一郎共編 ミネルヴァ書房 1987
- 『現代社会と社会学』白石大介共編 誠信書房 1988
- 『21世紀の保健・医療と福祉 大阪府大東市における地域リハビリテーションの実践』山本和儀,高橋紘士共編著 エルピス社 1990
- 『社会福祉援助技術総論』岡本民夫共編著 ミネルヴァ書房 Minerva社会福祉基本図書 1990
- 『保母試験の要点と基礎』編著 大阪教育図書 教員採用試験 1990
- 『社会福祉論 全体像とその基本知識 社会福祉士・介護福祉士養成テキスト』高田真治共編著 川島書店 1992
- 『現代福祉学レキシコン』京極高宣監修、桑原洋子、谷勝英共編 雄山閣出版 1993
- 『高齢者ケアの担い手 明日の高齢者ケア』古瀬徹共編 中央法規出版 1993
- 『児童ソーシャルワーク 保育・教育・福祉の連携と展開』豊山大和共編著 相川書房 1994
- 『医療福祉の理論と展開』多田羅浩三共編 中央法規出版 1995
- 『阪神大震災と市民ボランティア 岡山からの証言と提言』田代菊雄共編著 山陽新聞社 1995
- 『医療福祉学の理論』竹内孝仁共編 中央法規出版 医療福祉シリーズ 1997
- 『最新介護福祉全書 社会福祉援助技術』責任編集 メヂカルフレンド社 1997
- 『エンパワメント実践の理論と技法 これからの福祉サービスの具体的指針』杉本敏夫,久田則夫共編著 中央法規出版 1999
- 『社会福祉援助技術論』宮川数君共編著 勁草書房 2005
- 『コミュニティケアマネジメント 保健・医療・福祉のネットワーキング』青木佳之,宮原伸二共編著 医歯薬出版 別冊総合ケア 2006
- 『社会福祉概論』杉本敏夫共編著 勁草書房 2006
- 『人口減少時代の社会福祉学』竹内一夫,田淵創,牧田満知子共編著 ミネルヴァ書房 Minerva福祉ライブラリー 2007
- 『養護内容の理論と実際』石井勲共編著 ミネルヴァ書房 2007
- 『社会的養護入門』石井勲共編著 ミネルヴァ書房 2013

監修
- 『聖書と福祉 共生の社会をめざして』監修 エマオ 1998

### 翻訳
- 『ソーシャル・ワーカー=役割と任務 英国バークレイ委員会報告』全国社会福祉協議会 1984
- R.M.マッキーヴァー『ソーシャル・ワークと社会学 社会学のソーシャル・ワークへの貢献』誠信書房 1988
- 『コミュニティ・ケア 行動のための指針 グリフィス報告』海声社 1989
- 『地方自治体と対人福祉サービス 英国シーボーム委員会報告』相川書房 1989
- 『英国コミュニティ・ケア白書 コミュニティ・ケア改革と日本の保健医療福祉への示唆』監訳 中央法規出版 1991
- ハドレイ・R. ほか『コミュニティ・ソーシャルワーク ハンドブック:地域福祉を進める技術』清水隆則共監訳 川島書店 1993
- R.ヘドリー, J.D.スミス編『市民生活とボランティア ヨーロッパの現実』野上文夫共監訳 新教出版社 1993
- 全米ソーシャルワーカー協会『ソーシャル・ケースワーク ジェネリックとスペシフィック ミルフォード会議報告』竹内一夫, 清水隆則共訳 相川書房 1993
- ヘレン・スミス, ヒラリー・ブラウン編『ノーマリゼーションの展開 英国における理論と実践』中園康夫共監訳 学苑社 1994
- ジョン・バートン『社会福祉施設の処遇と運営』飯田精一共監訳 勁草書房 1995
- J.K.フォード, P.メリマン『ボランティアのカウンセリング技法 傾聴という優しさの芸術』小田るみ子共訳 新教出版社 1995
- イギリス保健省・社会サービス監査庁,スコットランド庁・ソーシャルワークサービスグループ共編『ケアマネジメント 実践者とマネジャーの指針』杉本敏夫共監訳 学苑社 1996
- デビッド・シェミングス『参加と協働のソーシャルワーク 社会福祉サービスにおける情報と記録の共有政策』福永英彦共訳 相川書房 1997
- G.ラベル『教会と地域福祉実践 活動指針の具体的展開』新教出版社 1998
- ジェニス・ワースレイ『高齢者のためのケアマネジメント』杉本敏夫共監訳 雄山閣出版 1998
- 『高齢政策センター編高齢者施設ケアの実践綱領 イギリスの高齢者居住施設とナーシングホームの運営基準』鬼崎信好共訳 学苑社 1999
- スチーヴ・トレビロン, ピーター・ベレスフォード編『コミュニティケア改革とソーシャルワーク教育 イギリスの挑戦』杉本敏夫共訳 筒井書房 1999
- レイモンド・ジャック編著『施設ケア対コミュニティケア 福祉新時代における施設ケアの役割と機能』斉藤千鶴共監訳 勁草書房 1999